# Isidro Fabela
Isidro Fabela Alfaro (* 29. Juni 1882 in Atlacomulco; † 12. August 1964 in Cuernavaca) war ein mexikanischer Jurist, Politiker, Diplomat und Schriftsteller. Er wirkte von 1913 bis 1915 als Secretaría de Relaciones Exteriores in der Regierung von Venustiano Carranza sowie von 1942 bis 1945 als Gouverneur des Bundesstaates México. Von 1946 bis 1952 gehörte er als Richter dem Internationalen Gerichtshof an.

## Leben

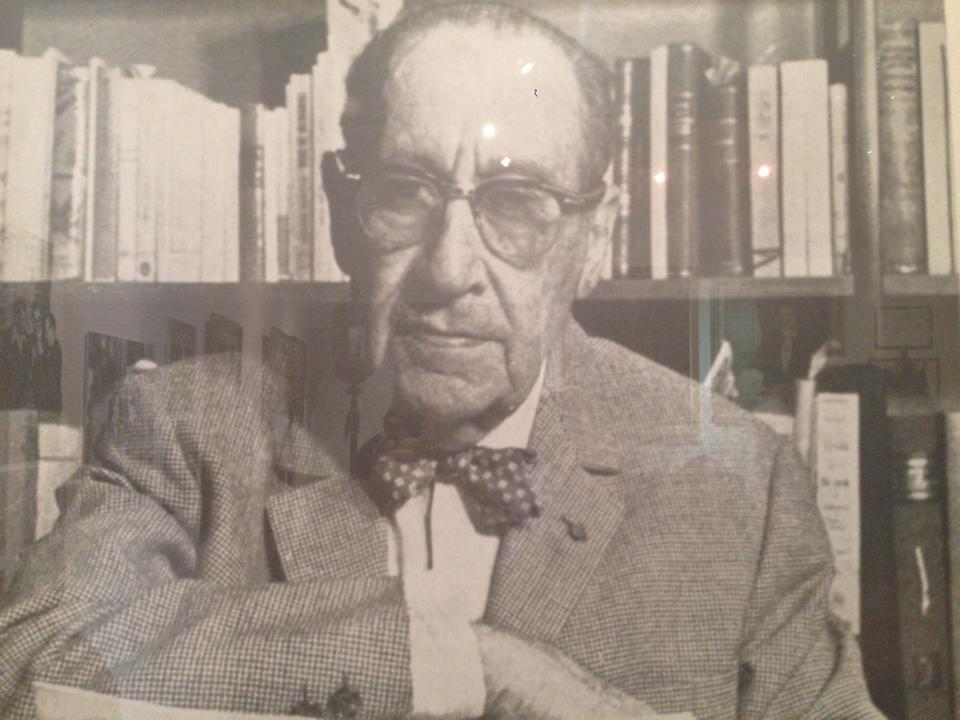
Isidro Fabela

Isidro Fabela schloss 1908 ein Studium der Rechtswissenschaften an der Universidad Nacional Autónoma de México ab, an der er ab 1921 als Professor für Völkerrecht tätig war. Ab 1911 wirkte er in verschiedenen öffentlichen Ämtern auf lokaler, regionaler und nationaler Ebene, unter anderem von 1913 bis 1915 in der Regierung von Venustiano Carranza als Secretaría de Relaciones Exteriores, eine mit einem Außenminister vergleichbare Position. Von 1913 an bekleidete er verschiedene diplomatische Ämter in den mexikanischen Botschaften in Argentinien, Brasilien, Chile, Uruguay, Deutschland (1920), Spanien, Italien, Frankreich und beim Völkerbund in Genf. Von 1942 bis 1945 wirkte er als Gouverneur des Bundesstaates México. Nachdem er 1946 zunächst zum Senator gewählt worden war, trat er dieses Amt nicht an, da er im gleichen Jahr zum Richter am Internationalen Gerichtshof in Den Haag ernannt wurde. An diesem war er bis 1952 tätig.
Isidro Fabela begründete mit den Zeitungen „La Verdad“ (1910) und „El Puebla“ (1914) zwei Periodika und veröffentlichte eine Reihe von Büchern zur Geschichte der Mexikanischen Revolution. In seinem Haus in San Ángel, das er der mexikanischen Regierung überließ, wurde 1958 das „Centro Cultural Isidro Fabela“ eingerichtet. Es gilt als historisches Denkmal und enthält unter anderem eine Bibliothek, ein Archiv sowie eine große Kunstsammlung aus dem Besitz Fabelas. Isidro Fabela wurde 1960 mit der Medalla Belisario Domínguez del Senado de la República ausgezeichnet, die seit 1954 verliehen wird und die höchste von der mexikanischen Regierung vergebene Auszeichnung darstellt, und erhielt darüber hinaus ein Ehrendoktorat der Universidad Nacional Autónoma de México. Die juristische Fakultät der Universität verleiht die Isidro-Fabela-Medaille (Medalla Isidro Fabela) an Menschen, die sich für den Erhalt der regionalen Kultur und Demokratie einsetzen.

## Fabela und die Annexion Österreichs durch Deutschland

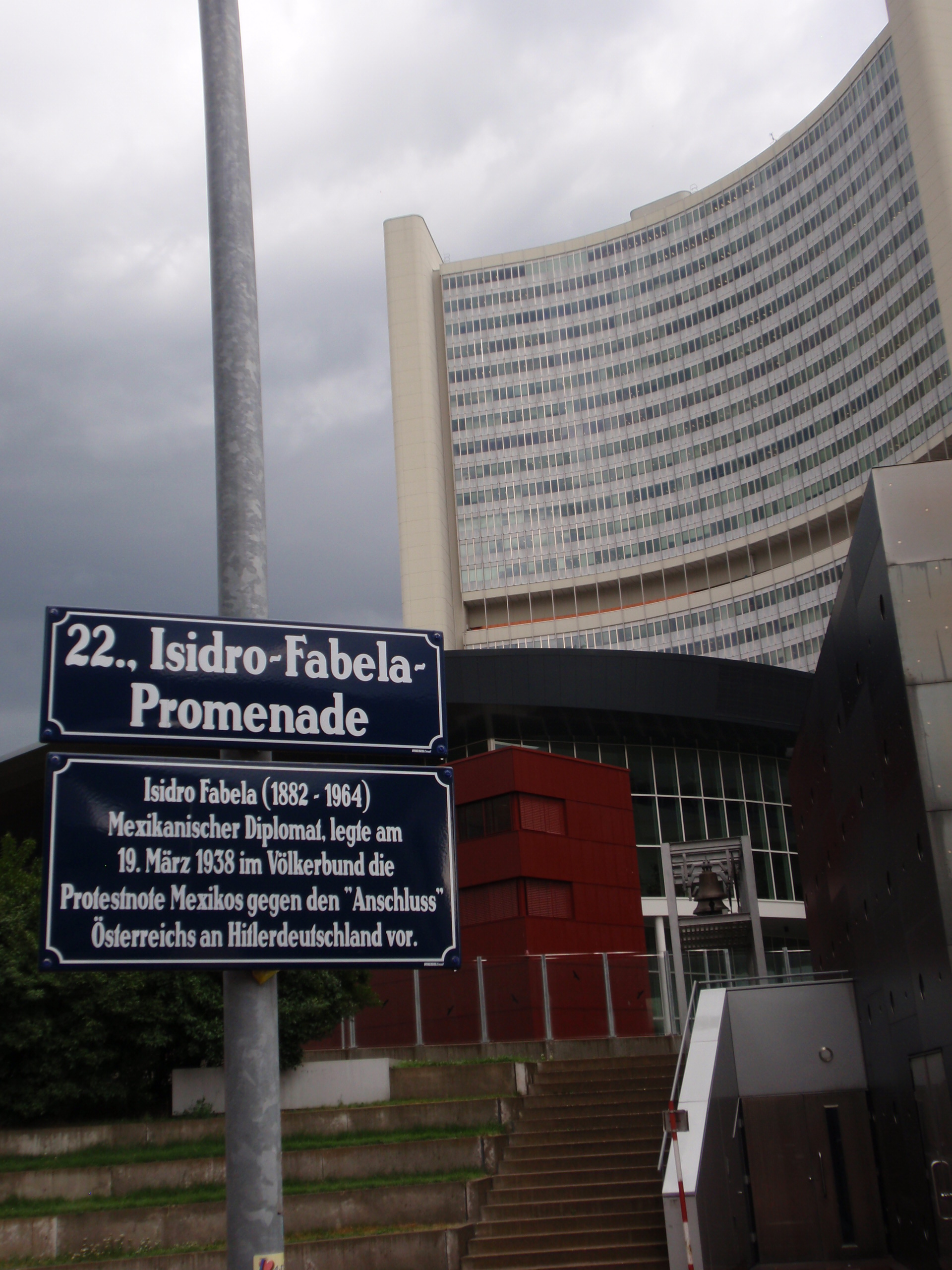
Isidro-Fabela-Promenade, Wien, UNO-City

Von 1937 bis 1940 war Isidro Fabela Leiter der mexikanischen Delegation beim Völkerbund in Genf. In dieser Funktion überreichte er im Auftrag des mexikanischen Außenministers Eduardo Hay am 19. März 1938 eine von ihm formulierte offizielle Protestnote.
gegen die Besetzung Österreichs durch die Truppen der deutschen Wehrmacht. Mexiko war das einzige Land der Welt, das offiziell gegen die als „Anschluss“ bezeichnete Annexion Österreichs vor dem Völkerbund protestierte.
Zum Gedenken an diesen Akt erhielt nach Kriegsende der Mexikoplatz im Wiener Gemeindebezirk Leopoldstadt seinen Namen. Nach dem Diplomaten, der die Protestnote verfasste und überreichte, ist die Isidro-Fabela-Promenade in Wien-Donaustadt, in unmittelbarer Nähe des Wiener Sitzes der Vereinten Nationen, benannt. Fabela ist neben Gilberto Bosques, dem Retter zahlreicher österreichischer Verfolgter während der Zeit des Nationalsozialismus, der zweite mexikanische Diplomat, dem diese Ehre zuteilwurde.

## Werke (Auswahl)
- Por un mundo libre. Mexiko-Stadt 1943
- Historia diplomática de la Revolución Mexicana. Zwei Bände. Mexiko-Stadt 1958/1959
- Intervención. Mexiko-Stadt 1959
- Mis memorias de la Revolución. Mexiko-Stadt 1977